# Nombre 154
El nombre 154 (CLIV) és el nombre natural que segueix el nombre 153 i precedeix el nombre 155.
La seva representació binària és 10011010, la representació octal 232 i l'hexadecimal 9A.
La seva factorització en nombres primers és 2×7×11; altres factoritzacions són 1×154 = 2×77 = 7×22 = 11×14; és un nombre 3-gairebé primer: 7 × 2 × 11 = 154. És un nombre d'Erdős-Woods.